# Switch (disc jockey)
Switch, pseudonimo di David James Andrew Taylor (...), è un disc jockey, cantautore e produttore discografico inglese.
È meglio conosciuto per il suo lavoro con M.I.A.. Switch gestisce la sua casa discografica "Dubsided", così come l'etichetta Counterfeet, istituito nel 2006 con il collega produttore Sinden. Ha pubblicato vari singoli sotto il suo nome, ed è anche ben noto per la produzione di remix e per molti artisti importanti. È un ex membro del gruppo dancehall Major Lazer.
In particolare, ha lavorato a lungo con la collega artista inglese M.I.A. in co-produzione di alcuni brani di 2 dei suoi album Arular e Kala.
Ha anche prodotto brani per artisti come Christina Aguilera, Brandy e Beyoncé.
Nel 2009 ha collaborato con Diplo (che conobbe attraverso artista M.I.A.) per creare l'album Guns Don't Kill People... Lazers Do con i Major Lazer.

## Discografia

### Singoli
- 2003 - "Get Ya Dub On"
- 2004 - "Get on Downz"
- 2005 - "Just Bounce 2 This"
- 2005 - "This is Sick"[1]
- 2006 - "A Bit Patchy"
- 2011 - "I Still Love You"

### Album Mix
- 2006 - House Bash-Up Mix (given away free with Mixmag)
- 2008 - Fabric Live.43 – Get Familiar (Mixed by Sinden)

### Album
- 2009 - "Guns Don't Kill People... Lazers Do" con i Major Lazer

### Produzione discografica
- 2005 - M.I.A. "Arular": Pull Up The People, Bucky Done Gun
- 2007 - M.I.A. "Kala": Bamboo Banga, Bird Flu, Boyz, Jimmy, Hussel, 20 Dollar, World Town, XR2, Far Far
- 2008 - Santigold "Santigold": You'll Find a Way, Shove It, Say Aha, Creator, Starstruck, Anne
- 2010 - Christina Aguilera "Bionic": Bionic, Elastic Love, Monday Morning, Bobblehead
- 2010 - M.I.A. "Maya": Steppin Up, Teqkilla, Born Free, lovealot
- 2011 - Beyoncé "4": Run the World (Girls), End of Time
- 2011 - Alex Clare "The Lateness Of the Hour" (album) [with Diplo and Mike Spencer]
- 2012 - Santigold "Master of My Make-Believe": GO!, Freak Like Me, Pirate in the Water, Big Mouth
- 2012 - Brandy "Two Eleven": Slower
- 2013 - Kerli "Utopia": Sugar
- 2013 - M.I.A. "Matangi": Karmageddon, MATANGI, Only 1 U, Come Walk With Me, aTENTion, Exodus, Bring The Noize, Lights

### Remix
- 2003 - Audio Bullys – "Way Too Long"
- 2003 - The Chemical Brothers – "Get Yourself High"
- 2003 - Futureshock – "Late at Night"
- 2004 - Basement Jaxx – "Right Here's the Spot"
- 2004 - The Chemical Brothers – "Galvanize"
- 2004 - Faithless – "Miss U Less, See U More"
- 2004 - Half Pint – "Red Light Green Light"
- 2004 - Magik Johnson – "Feel Alright (Solid Groove Remix)"
- 2004 - Jentina – "French Kisses"
- 2004 - Shaznay Lewis – "You"
- 2004 - Mondo Grosso – "Fire & Ice"
- 2005 - Basement Jaxx – "Fly Life Xtra"
- 2005 - BodyRockers – "Round & Round"
- 2005 - Dubble D – "Switch"
- 2005 - Evil Nine – "Pearl Shot"
- 2005 - Infusion – "The Careless Kind"
- 2005 - Les Rythmes Digitales – "Jacques Your Body (Make Me Sweat)"
- 2005 - X-Press 2 – "Give It"
- 2006 - Lily Allen – "LDN"
- 2006 - Coldcut – "True Skool"
- 2006 - Def Inc – "Waking the Dread"
- 2006 - Fatboy Slim – "Champion Sound"
- 2006 - The Futureheads – "Worry About It Later"
- 2006 - Jaydee – "Plastic Dreams"
- 2006 - Kelis – "Bossy"
- 2006 - MYNC Project feat. Abigail Bailey – "Something on Your Mind"
- 2006 - Sharon Phillips – "Want 2 / Need 2"
- 2006 - Playgroup – "Front 2 Back"
- 2006 - Spank Rock – "Bump"
- 2007 - Basement Jaxx – "Hey U"
- 2007 - The Black Ghosts – "Face"
- 2007 - Klaxons – "Golden Skans"
- 2007 - P. Diddy – "Tell Me"
- 2007 - Freeform Five – "No More Conversations"
- 2007 - Just Jack – "Glory Days"
- 2007 - DJ Mehdi – "I Am Somebody"
- 2007 - Mika – "Love Today"
- 2007 - Nine Inch Nails – "Capital G"
- 2007 - Simian Mobile Disco – "I Believe"
- 2007 - Speaker Junk – "Foxxy"
- 2007 - Ben Westbeech – "Dance with Me"
- 2007 - Robbie Williams – "Never Touch That Switch"
- 2007 - Jacknife Lee – "Making Me Money"
- 2007 - Radioclit – "Divine Gosa"
- 2007 - Armand Van Helden – "Je T'Aime"
- 2007 - Santogold – "You'll Find a Way"
- 2007 - Santogold – "L.E.S. Artistes"
- 2008 - Blaqstarr feat. Rye Rye – "Shake It To The Ground"
- 2008 - Late of the Pier – "Space And The Woods"
- 2008 - Laughing Boy and the Wrath of Khan – "PM Chalkman"
- 2008 - Santogold – "Shove It"
- 2008 - Underworld – "Boy, Boy, Boy"
- 2008 - Mystery Jets – "Hideaway"
- 2009 - Björk – "Náttúra"
- 2010 - Sugababes – "Wear My Kiss"
- 2010 - Christina Aguilera – "Bionic, Monday Morning, Bobblehead, Elastic Love"
- 2011 - TV on the Radio – "Will Do"
- 2011 - Ke$ha – "Animal"
- 2012 - M.I.A. – "Bad Girls"
- 2013 - Kylie Minogue – "Skirt"